# Scouts Londerzeel

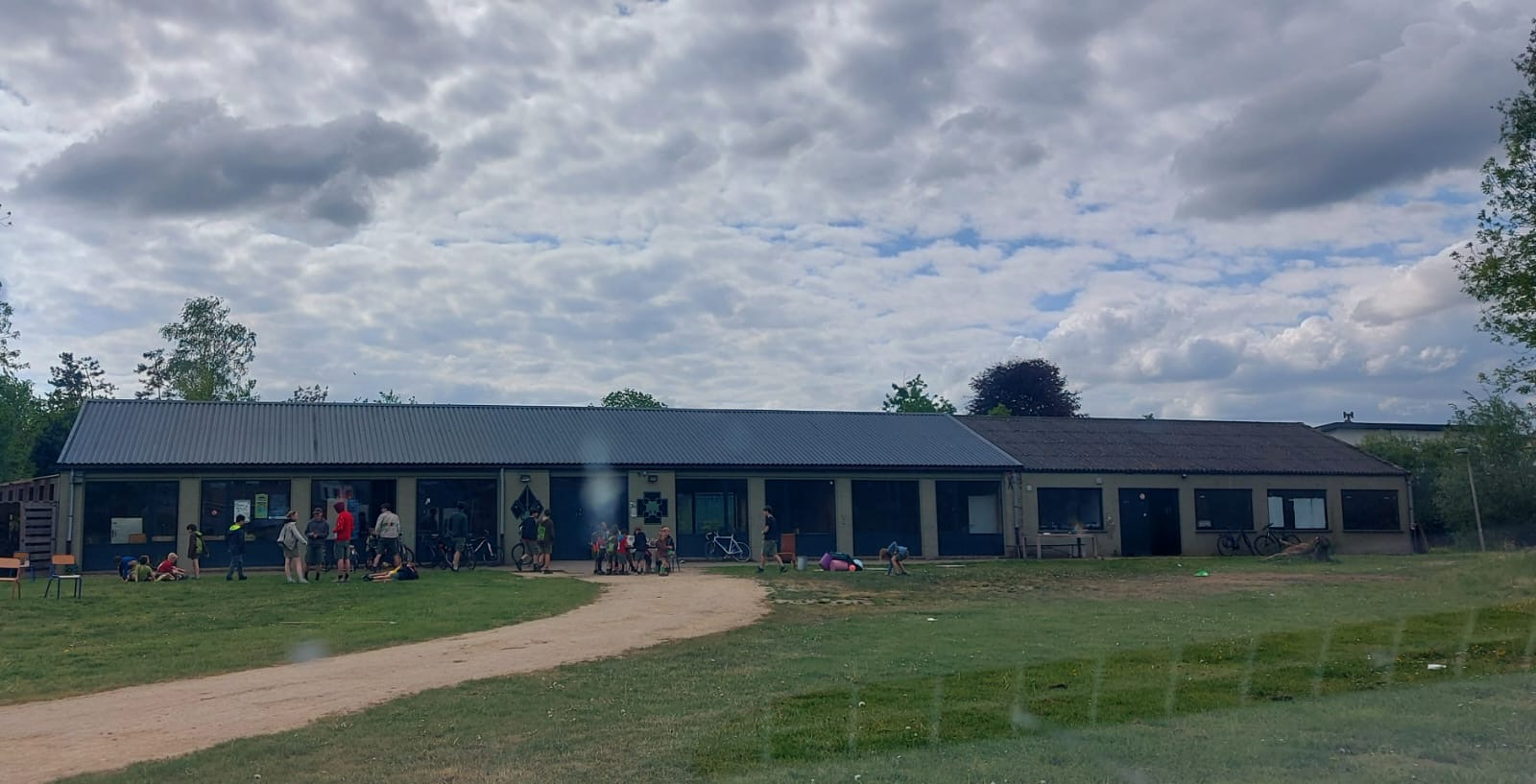
Lokalen Scouts Londerzeel 2025

Scouts en Gidsen Londerzeel is een lokale jeugdbeweging op domein De Burcht in de Belgische gemeente Londerzeel.

## Geschiedenis
In 1942 werd in Londerzeel een padvindstersgroep opgericht. Tijdens de Tweede Wereldoorlog dreigden de Duitsers de groep te ontbinden, waarna deze de activiteiten illegaal voortzette. In die periode vonden vergaderingen soms plaats op afgelegen plaatsen zoals beemden en velden.
Het eerste kamp werd in 1943 georganiseerd in Imde, nabij Londerzeel.
In de loop der jaren groeide de groep. De benaming 'padvindsters' werd vervangen door 'gidsen'. Begin jaren 1960 werd het lokaal gebouwd op het parochiale domein De Burcht. In 1974 fuseerden de scouts en gidsen, waardoor de groep gemengd werd en een grotere omvang kreeg. Door deze fusie namen ook de financiële en materiële verantwoordelijkheden toe, wat leidde tot de oprichting van het beschermcomité De Logisclub (Londerzeelse Gidsen en Scouts), dat de groep ondersteunt.

### AKABE (Anders Kan Best)

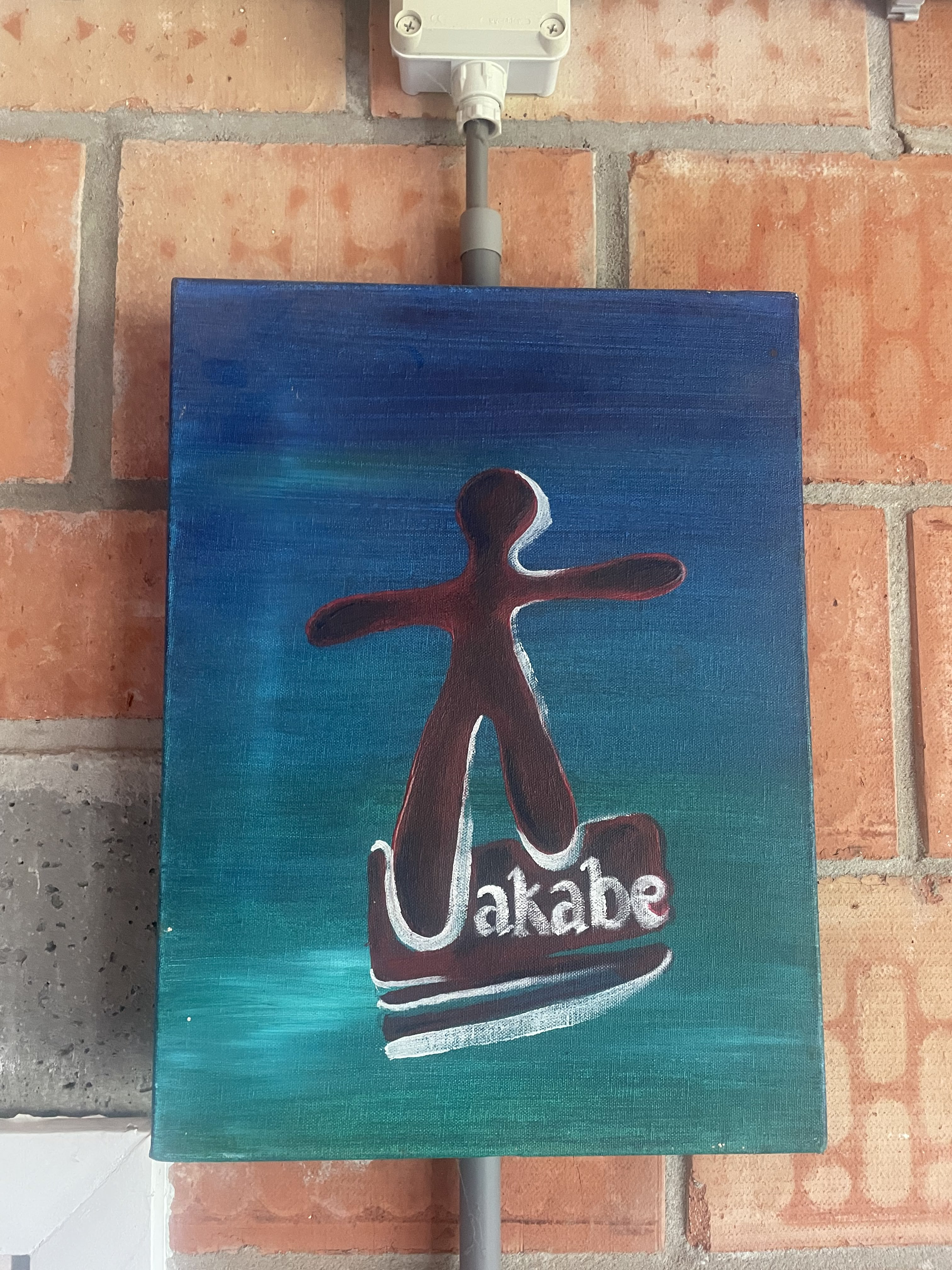
Akabe

De groep groeide verder en breidde zich in 1966 nog verder uit door zijn deuren te openen voor gehandicapte jongeren. De afdeling AKABE werd opgericht en een tiental mentaal gehandicapte kinderen sloten zich aan.
De groep vormt een structureel onderdeel van de werking van Scouts Londerzeel. De AKABE-tak is bedoeld voor jongens en meisjes van 6 tot 16 jaar die niet altijd probleemloos kunnen deelnemen aan een reguliere jeugdbeweging. De nadruk ligt op inclusie, beleving en scoutingactiviteiten op maat van de mogelijkheden van elk kind.

## Evenementen
Scouts Londerzeel organiseren diverse evenementen, zoals het jaarlijkse Streekbierencafé met muziek, drank en een voetbaltoernooi tijdens het Kermisweekend. Op het Ballekesfestijn bieden ze balletjes in tomatensaus, balletjes met kriekskes of balletjes met selderijsaus aan, met als dessert een balletje ijs.
Elk jaar gaan de scouts op kamp in de buurt van de Ardennen.

## Verbouwingen
In 1998 werd een nieuwe vleugel gebouwd met twee lokalen, keuken en sanitair. In 2014 startte de groep een grootschalig renovatieproject wegens structurele problemen zoals opstijgend vocht, verouderde verwarming en aanwezigheid van asbest. Ze vervingen het  oude gedeelte van het lokaal door een nieuwe vleugel. In 2024 werd het sanitair helemaal vernieuwd.